# Manteca (canción)

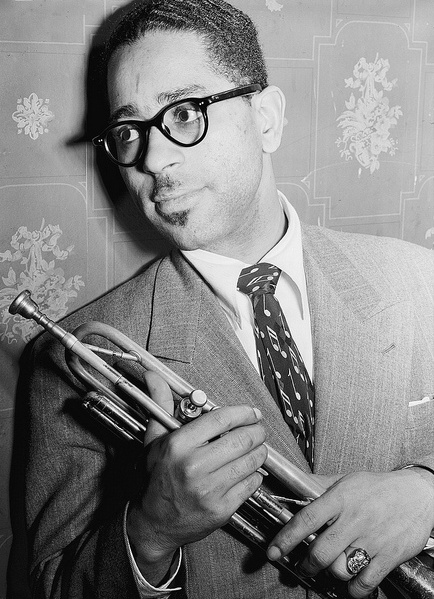
Dizzy Gillespie con su trompeta

"Manteca" es un estándar de jazz y jazz afrocubano compuesta por Dizzy Gillespie, Chano Pozo y Walter "Gil" Fuller en 1947. Es una de las primeras composiciones estelares de Gillespie junto a "A Night In Tunisia" y considerada una de las más importantes de los Estados Unidos.

## Historia
En 1947, Gillespie le pidió a Mario Bauzá que le recomendara un percusionista cubano para su orquesta tipo big band. Bauzá le sugirió a Chano Pozo, un percusionista "duro" ya famoso en Cuba, y Gillespie lo contrató. La banda estaba de gira en California cuando Pozo le presentó a Gillespie la melodía. Fuller le hizo los arreglos para big band.
"Manteca" se presentó por primera vez en su repertorio en Carnegie Hall el 29 de septiembre de 1947, y fue grabada el 22 de diciembre de 1947.
El término "manteca" parece referirse en esta pieza a la marihuana, ya que es así como se le conocía en términos familiares en el medio afrocubano de la época. (Chano Pozo era consumidor habitual y murió durante una pelea en un club de Harlem con un vendedor de marihuana). La pieza luego se asoció a las tensiones raciales en Estados Unidos, ya que Gillespie en una de sus grabaciones dice: "I'll never go back to Georgia" (Nunca Regresaré a Georgia), que es también el título de una de las canciones del Sexteto de Joe Cuba, "El Pito (I'll Never Go Back to Georgia)".

## Grabaciones importantes
- Dizzy Gillespie – The Complete RCA Victor Recordings (1947)
- Red Garland – Manteca (1958)
- Phineas Newborn, Jr. – A World of Piano (1962)
- Oscar Peterson – Bursting Out with the All-Star Big Band! (1962), arranged by Ernie Wilkins
- Clare Fischer – Manteca! (1965)
- Cal Tjader – Soul Burst (1966); Cal Tjader Live at the Funky Quarters (1972)
- Ella Fitzgerald – Things Ain't What They Used to Be (And You Better Believe It) (1970)
- Quincy Jones – You've Got It Bad, Girl (1973)
- Phish - A Picture of Nectar (1992)